# Wet zorg en dwang
De Wet zorg en dwang (Wzd) is een Nederlandse wet die de rechten regelt rondom onvrijwillige opname en onvrijwillige zorg voor mensen met dementie en/of een verstandelijke beperking. De wet volgde op 1 januari 2020 de wet op die in Nederland tot dan toe de gedwongen opnames, behandeling en verpleging van mensen regelde: de Wet bijzondere opnemingen in psychiatrische ziekenhuizen (Wet Bopz). Die oude wet was primair gericht op psychiatrische behandelingen in een psychiatrisch ziekenhuis en daardoor minder geschikt voor andere vormen van zorg. De wet maakt onderscheid tussen wilsbekwame en wilsonbekwame mensen.
De Wzd geldt in zorginstellingen en ook in de thuissituatie, logeeropvang en in kleinschalige woonvormen, echter niet voor de zorg voor kinderen door ouders. De wet heeft als hoofdregel dat er geen onvrijwillige zorg wordt toegepast, tenzij het niet anders kan. Er is een rechterlijke machtiging nodig voor het toepassen van onvrijwillige zorg, ofwel dwang.

## Vormen van onvrijwillige zorg
In de Wzd worden negen categorieën onvrijwillige zorg genoemd:
- Insluiting
- Beperkingen van de bewegingsvrijheid
- Beperkingen van de vrijheid om het leven in te richten zoals betrokkene zelf wil
- Beperken van het recht om bezoek te ontvangen
- Uitvoeren van toezicht op de betrokkene
- Uitvoeren van therapeutische maatregelen of medische handelingen
- Onderzoeken van het lichaam of kleding van betrokkene
- Onderzoeken op de aanwezigheid van gedragsbeïnvloedende middelen in het lichaam
- Onderzoeken op de aanwezigheid van gevaarlijke voorwerpen of gedragsbeïnvloedende middelen in de woon- of verblijfsruimte van betrokkene.[3]

Binnen de Wzd is de zorgverantwoordelijke degene die beslist over de onvrijwillige zorg: deze zorg wordt vastgelegd in een zorgplan. Er zijn in de wet twee uitzonderingen bepaald waarin de zorgverantwoordelijke in mag grijpen, ook als dit niet in het zorgplan staat: als er nog geen zorgplan is en er een noodsituatie ontstaat, en in situaties die redelijkerwijs niet voorzien konden worden bij de vaststelling van het zorgplan. Is de zorgverantwoordelijke zelf geen arts, dan moet hij of zij deze ingreep vooraf bespreken met een arts die bij de zorg betrokken is als het medisch handelen een beperking van de bewegingsvrijheid of insluiting betreft.
Tegelijk met de Wzd trad de Wet verplichte geestelijke gezondheidszorg (Wvggz) in werking. Die wet gaat over verplichte zorg en opname in de geestelijke gezondheidszorg.